# Velemyšleves
Velemyšleves (en allemand : Welmschloß) est une commune du district de Louny, dans la région d'Ústí nad Labem, en Tchéquie. Sa population s'élevait à 349 habitants en 2021.

## Géographie
Velemyšleves se trouve à 18 km à l'ouest-nord-ouest de Louny, à 46 km au sud-ouest d'Ústí nad Labem et à 59 km au nord-ouest de Prague.
La commune est limitée par Havraň au nord, par Blažim et Bitozeves à l'est, par Staňkovice et Žiželice au sud, et par Hrušovany et Bílence à l'ouest.

## Histoire
La première mention écrite du village date de 1316.

## Transports
Par la route, Velemyšleves se trouve à 10 km de Žatec, à 22 km de Louny, à 57 km d'Ústí nad Labem et à 81 km de Prague.